# Chi Gấm
Chi Gấm (danh pháp hai phần: Leopardus) là một chi thuộc họ Mèo, bao gồm những loài động vật nhỏ có bộ lông lốm đốm có vùng cư trú bản địa chủ yếu ở các nước thuộc Châu Mỹ Latinh, một số ít loài thì có vùng phân bố lan tới miền Nam Hoa Kỳ. Chi Gấm được xem là nhánh cổ xưa nhất của họ Mèo đã từng đặt chân tới châu Mỹ, tiếp đó là Linh miêu và Báo sư tử (báo đốm là một thành viên khác của họ Mèo được xem là loài bản địa ở châu Mỹ). Thành viên to lớn nhất của chi Gấm là loài mèo gấm Ocelot; phần lớn các thành viên còn lại có kích thước tương tự như mèo nhà, trong đó mèo đốm Kodkod (L. guigna) là loài thú hoang dã nhỏ nhất thuộc họ Mèo tại châu Mỹ. Loài mèo cây châu Mỹ hay mèo đốm Margay (L. wiedii) sống chủ yếu trên cây và giỏi leo trèo hơn các loài thuộc họ Mèo khác ở châu Mỹ.

## Phân loài
Việc phân loài trong chi này đã trải qua vài lần hiệu đính trong thời gian gần đây. Leopardus ban đầu được xem như là một phân chi thuộc chi Mèo (Felis), và các loài mèo Pantanal và mèo Pampas từng được xem như một phân loài của Colocolo.
Các nghiên cứu về di truyền cho thấy rằng, chi Gấm hình thành nên một nhánh riêng trong phân họ Mèo và xuất hiện ở Nam Mỹ cách đây chừng 10-12 triệu năm về trước. Trong nội bộ chi Gấm, dường như có hai nhánh tiến hóa riêng biệt nhau: một nhánh dẫn tới mèo Ocelot, mèo Margay, mèo núi Andes và những loài còn lại thuộc nhánh thứ hai.
Chú ý là, dù tên khoa học là Leopardus, chi Gấm không bao hàm báo hoa mai (tiếng Anh: Leopard). Báo hoa mai là thành viên của chi Báo (Panthera).

### Danh sách loài
- Leopardus colocolo (Molina, 1782) – Colocolo
- Leopardus braccatus (Cope, 1889) – mèo Pantanal
- Leopardus pajeros (Desmarest, 1816) – mèo Pampas
- Leopardus geoffroyi (d'Orbigny & Gervais, 1844) – mèo Geoffroy
- Leopardus guigna (Molina, 1782) – mèo Kodkod hay mèo Guiña
- Leopardus jacobitus (Cornalia, 1865) – mèo núi Andes
- Leopardus pardalis (Linnaeus, 1758) – mèo gấm Ocelot
- Leopardus tigrinus (Schreber, 1775) – mèo Oncilla hay mèo đốm nhỏ
- Leopardus wiedii (Schinz, 1821) – mèo đốm Margay

## Hình ảnh

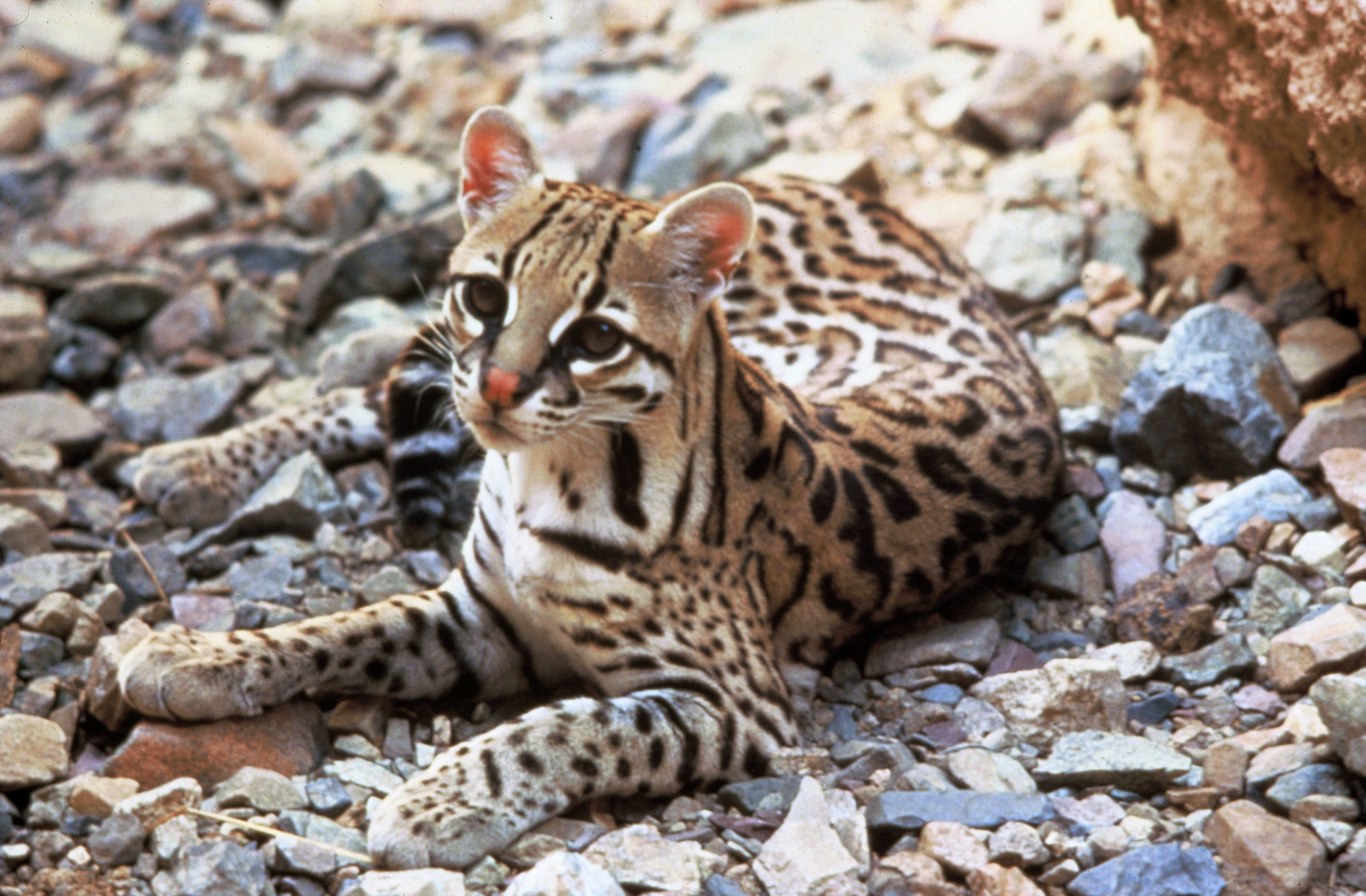
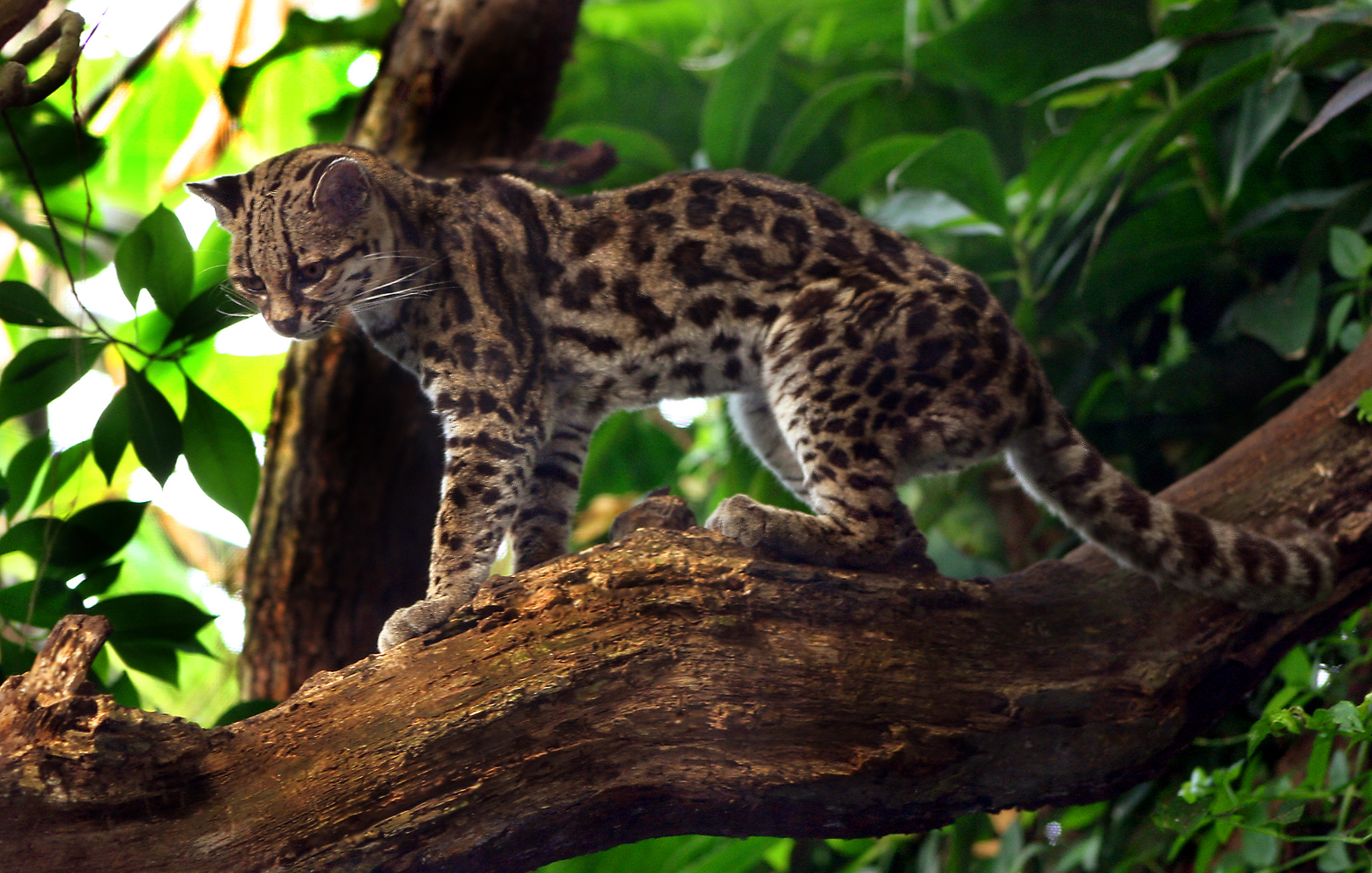
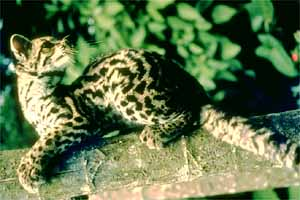
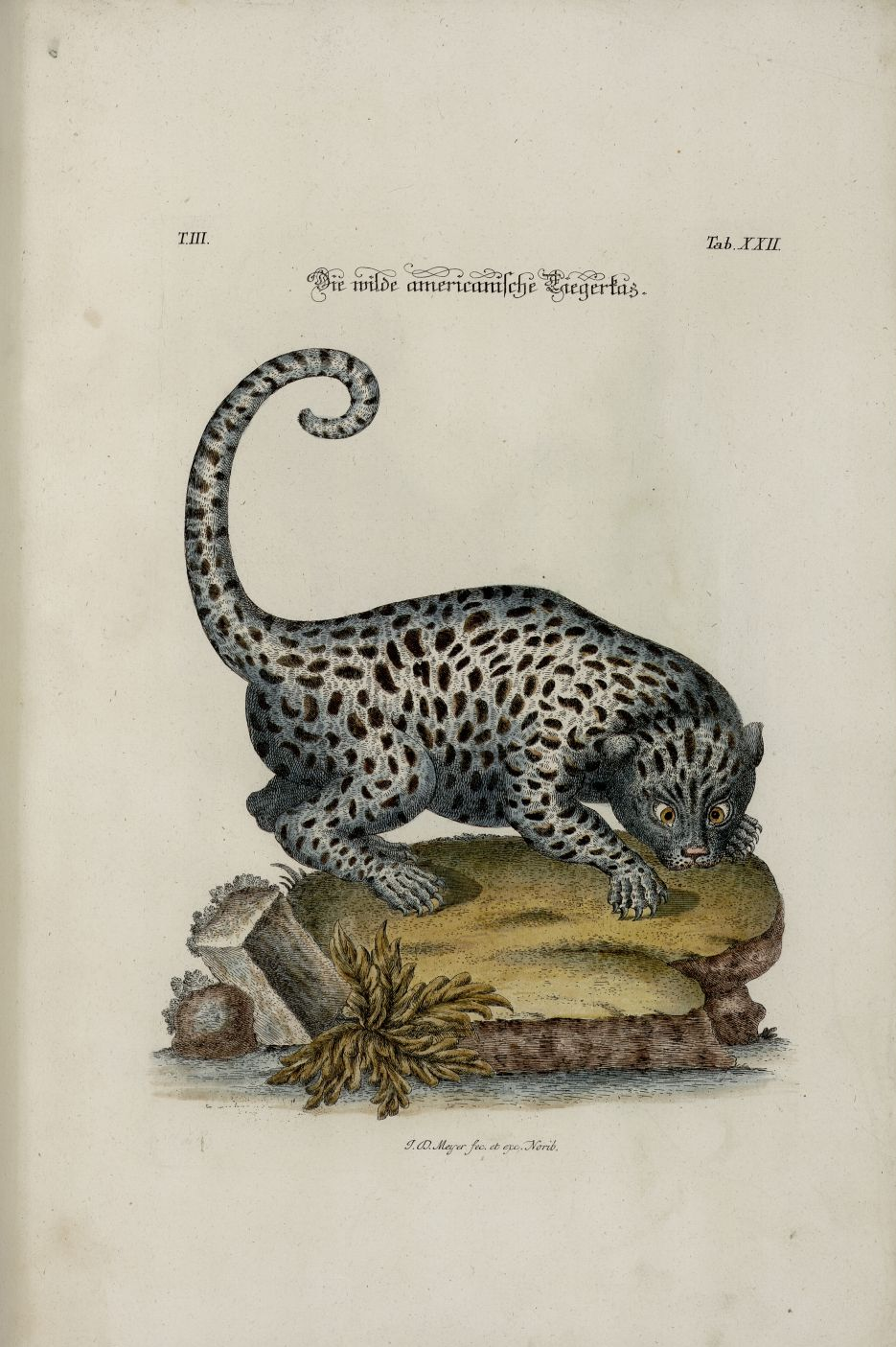